# Mellinghausen
Mellinghausen község Németországban, Alsó-Szászországban, a Diepholzi járásban. Lakosainak száma 1050 fő (2023. december 31.).